# Estrilda
Le Astrildi (Estrilda Swainson, 1827) sono un genere di uccelli passeriformi della famiglia degli Estrildidi.

## Tassonomia
Al genere vengono ascritte diciassette specie:
- Estrilda caerulescens (Vieillot, 1817) - codaceto
- Estrilda perreini (Vieillot, 1817) - astrilde grigia
- Estrilda thomensis Sousa, 1888 - astrilde fianchirossi
- Estrilda poliopareia Reichenow, 1902 - astrilde dell'Anambra
- Estrilda paludicola Heuglin, 1863 - astrilde petto castano
- Estrilda ochrogaster Salvadori, 1897 - astrilde abissina
- Estrilda melpoda (Vieillot, 1817) - guanciarancio
- Estrilda rhodopyga Sundevall, 1850 - astrilde groppone rosso
- Estrilda rufibarba (Cabanis, 1851) - astrilde d'Arabia
- Estrilda troglodytes (Lichtenstein, 1823) - becco di corallo
- Estrilda astrild (Linnaeus, 1758) - astrilde di Sant'Elena
- Estrilda nigriloris Chapin, 1928 - astrilde dal sopracciglio nero
- Estrilda nonnula Hartlaub, 1883 - astrilde nonnula
- Estrilda atricapilla J.Verreaux & E.Verreaux, 1851 - astrilde testanera
- Estrilda kandti Reichenow, 1902 - astrilde di Kandt
- Estrilda erythronotos (Vieillot, 1817) - astrilde guance nere
- Estrilda charmosyna (Reichenow, 1881) - astrilde ventrerosato

In passato anche le tre specie di astrildi del genere Coccopygia venivano ascritte a questo genere, mentre attualmente gli studiosi sono d'accordo nel classificarle in un genere a sé stante, il quale peraltro non sembrerebbe strettamente imparentato con Estrilda (che a sua volta sembrerebbe piuttosto vicino agli astri montani del genere Cryptospiza e all'amaranto dorso verde Mandingoa nitidula).

## Distribuzione e habitat
Le specie appartenenti a questo genere occupano un ampio areale che comprende la stragrande maggioranza dell'Africa subsahariana, ad eccezione delle foreste pluviali della fascia equatoriale; una specie (Estrilda rufibarba) è diffusa nella penisola arabica.
Tutte le specie prediligono aree secche e aperte, con copertura erbosa e cespugliosa.

## Descrizione

### Dimensioni
Le specie del genere Estrilda sono uccelli piccoli, lunghi perlopiù 9–10 cm di lunghezza.

### Aspetto
Si tratta di uccelletti dall'aspetto slanciato, con lunga coda e forte becco conico e appuntito, munito di una caratteristica base cerosa: la colorazione generalmente è sobria, dominata dai toni del grigio o del bruno, spesso con presenza di striature od ondulazioni più scure e di bande di altri colori sulla testa, che vanno a formare calotte o mascherine a seconda della specie.

## Biologia
Gli uccelli di questo genere hanno abitudini diurne e sono molto vivaci e gregari, i quali si riuniscono in stormi anche consistenti che passano la maggior parte del tempo al suolo.

### Alimentazione
Al genere Estrilda appartengono uccelli prevalentemente granivori, che grazie alle dimensioni contenute sono in grado di stazionare sugli steli di graminacee per raggiungere i semi direttamente dalle spighe: possono inoltre nutrirsi anche di piccoli insetti.

### Riproduzione
Il periodo riproduttivo coincide con la fase finale della stagione delle piogge, in modo tale da assicurare ai nascituri una gran quantità di cibo: l'evento riproduttivo ricalca fedelmente le fasi e la tempistica tipiche degli estrildidi, con ambedue i genitori che collaborano alla costruzione del nido (che è piriforme e possiede un tunnel d'entrata), alla cova ed alla cura dei nidiacei.
In molte specie al nido vero e proprio si somma una seconda costruzione attaccata alla prima, che però non viene utilizzata, e la cui funzione è probabilmente quella di sviare eventuali predatori o parassiti: questi uccelli vengono infatti regolarmente parassitati da varie specie di vedova.